# Zanclostomus javanicus
Zanclostomus javanicus е вид птица от семейство Cuculidae.

## Разпространение
Видът е разпространен в Бруней, Индонезия, Малайзия, Мианмар и Тайланд.